# Днепров, Пётр Алексеевич
Пётр Алексеевич Днепро́в (Поганкин) (1919—1974) — Гвардии майор Советской Армии, участник Великой Отечественной войны, Герой Советского Союза (1945).

## Биография
Пётр Днепров родился 16 января 1919 года в деревне Островка (ныне — Муслюмовский район Татарстана) в семье крестьянина. Получил неполное среднее образование, после чего работал топографом в Среднеазиатском геологическом тресте. Позднее переехал в Башкирскую АССР, где работал в колхозе. В 1939 году Днепров был призван на службу в Рабоче-крестьянскую Красную Армию. В 1941 году он окончил танковую школу. С того же года — на фронтах Великой Отечественной войны. К январю 1945 года гвардии капитан Пётр Днепров был заместителем командира танкового батальона 44-й гвардейской танковой бригады 11-го гвардейского танкового корпуса 1-й гвардейской танковой армии 1-го Белорусского фронта. Отличился во время освобождения Польши.
В период с 14 по 18 января 1945 года разведывательный отряд под командованием Днепрова вышел к реке Пилица и нашёл брод, благодаря которому основные силы бригады переправилась неожиданно для противника. В ходе боя за город Лович отряд Днепрова захватил заминированный мост через реку Взура, что способствовало успешному продвижению частей корпуса вперёд.
Указом Президиума Верховного Совета СССР от 27 февраля 1945 года за «образцовое выполнение боевых заданий командования и проявленные при этом геройство и мужество» гвардии капитан Пётр Днепров был удостоен высокого звания Героя Советского Союза с вручением ордена Ленина и медали «Золотая Звезда» за номером 5237.
После окончания войны Днепров в звании майора был уволен в запас. Проживал в Киеве, находился на партийной работе, затем был инженером киевского «Облпромбытгаза». Умер 23 июля 1974 года, похоронен на Лукьяновском военном кладбище.
Был также награждён орденом Красной Звезды, медалью «За оборону Москвы» и другими медалями.

## Память
- По инициативе администрации Русско-Шуганской ООШ, которую до войны закончил Герой Советского Союза Петр Днепров, на средства Шуганского сельского поселения, Ирдан Миннуллин изготовил мемориальную доску в память о Герое. Мемориальная доска торжественно открыта 1 сентября 2015 года (в годовщину 70-летия Великой Победы).
- МБОУ Русско-Шуганской ООШ Муслюмовского муниципального района Республики Татарстан постановлением исполкома Муслюмовского муниципального района  присвоено имя П.Днепрова.
- Улицы в селе Русский Шуган и райцентре Муслюмово носят имя Днепрова П.А.
- В Мемориальном комплексе боевой и трудовой славы в селе Муслюмово Республики Татарстан установлен бюст П.А.Днепрову.